# Sóshychne
Sóshychne (ucraniano: Со́шичне) es un municipio rural y pueblo de Ucrania, perteneciente al raión de Kamin-Kashyrski de la óblast de Volinia.
En 2019, el municipio tenía una población de 9660 habitantes, de los que unos dos mil vivían en el pueblo y el resto repartidos en once pedanías. El municipio fue fundado en 2019 mediante la fusión de los hasta entonces consejos rurales de Sóshychne y Karasyn, a los que se añadieron en 2020 los de Zalisia, Kachyn, Lychyny, Nuino y Stobyjivka. Además de estos siete pueblos, pertenecen al municipio otros cinco: Zaprudia (que hasta 2019 era la única pedanía del consejo rural de Sóshychne), Karpýlivka, Oleksandriya, Stavyshche y Rádoshynka.
Se conoce la existencia del pueblo desde la época del Imperio ruso, cuando era sede de una vólost en el uyezd de Kóvel de la gobernación de Volinia.
Se ubica sobre la carretera T0311, a medio camino entre Kamin-Kashyrski y Kóvel.